# Ришар Виренк
Ришар Виренк (фр. Richard Virenque; 19. новембар 1969), рођен у Казабланци, у Мароку је бивши француски професионални бициклиста. Професионалац је био од 1991. до 2004. године. Први Тур де Франс је возио 1992. године и носио је жуту мајицу накин треће етапе. Виренк је рекордер Тур де Франса у брдској класификацији, коју је освајао седам пута, а два пута је завршавао на подијуму у генералном пласману (трећи 1996. и други 1997), а освојио је и седам етапа. Виренк је пропустио шансу да освоји шест брдских класификација заредом, када је 1998. године, дисквалификован због допинга. Виренк има бронзану медаљу са светског шампионата 1994. године.

## Детињство и јуниорска каријера
Виренк је са родитељима, братом Леом и сестром Натали, живио у Казабланци, његова породица је била богата, запошљавали су и баштована и медицинску сестру, отац му је држао фабрику гума. Као дечак, Виренк је возио бицикл око баште код породичне куће. Често је избегавао школу да би пецао.
Бициклистичке трке нису одмах инспирисале Виренка, његов брат Лео је је читао бициклистичке магазине и гледао Тур де Франс на телевизији. "Тркање и Тур де Франс ме нису уопште занимали све док нисам са братом гледао трку, тада сам се придружио школи бициклизма" изјавио је Виренк. Са 13 године је почео да вози у тиму Вело, охрабрен подршком свог деде. Прву победу остварио је на трци око града Ла Валет ди Вар. 1990. завршио је осми на светском првенству у Јапану, чиме је импресионирао Марка Брилона, који га је довео у професионални тим РМО.

## Професионална каријера
Професионалну каријеру почео је у тиму РМО 1991. године, када му је најбољи резултат био друго место на четвртој етапи Тура Медитерана. Наредне године остварио је своју прву победу као професионалац, на трци Бол д орс, након чега је возио свој први Тур де Франс, као замена за Жан-Филипа Дојву. Завршио је на другом месту у брдској класификацији, након Тура, освојио је трку Ламбал.
1993. остварио је само једну победу, на првој етапи Тура Лимузин, а 1994. је остварио прву етапну победу на Тур де Франсу и освојио је прву од седам брдских класификација, у генералном пласману је завршио на петом месту. Наредне године је победио две етапе на Критеријуму Дофине, етапу на Тур де Франсу и брдску класификацију. Возио је и први пут Вуелта а Еспању и освојио је пето место
1996. је почео другим местом на трци Калис, а имао је још неколико места у првих 10 пре прве победе у сезони, на четвртој етапи Критеријума Дофине. На Тур де Франсу је освојио брдску класификацију и треће место у генералном пласману. У наставку сезоне, тријумфовао је у Бретањи и на Ђиро Пијемонт трци. Завршио је седми у УЦИ рангирању. Виренк је успех поновио и наредне године, а 1998. је суспендован након шесте етапе на Тур де Франсу, чиме је спречен да освоји брдску класификацију пети пут заредом, али је са доминацијом наставио након истека суспензије 1999. године, а пре Тура возио је по први пут Ђиро ди Италија, где је завршио на 14 месту и победио је на једној етапи.
Наредне три године, Виренк не успева да освоји брдску класификацију, али је освојио две етапе, 2001. освојио је Париз Турс и завршио је четврти на Ђиро Ломбардији. 2003. је освојио етапу и брдску класификацију на Тур де Франсу, чиме се изједначио са Федериком Бајамонтесом и Лусјеном Ван Импеом који су по шест пута освајали брдску класификацију. У својој задњој сезони, 2004. Виренк је освојио брдску класификацију на Туру по седми пут, чиме је постао рекордед, Ван Импе је након тога рекао да Виренк није требало да сруши Бајамонтесов рекорд. након Тура учествовао је на Летњим олимпијским играма у Атини. Задњу победу остварио је на трци Пау, у Француској.

## Крај каријере
Након Олимпијских игара 2004. у Атини, Виренк је одлучио да заврши каријеру. Одлуку је саопштио 24. септембра 2004. и није је променио иако га је жена убеђивала да вози још једну сезону. Након бициклистичке каријере није се повукао из јавности већ је учествовао и победио у француској верзији шоуа " Ја сам познат" у Бразилу 2006.
2005. покренуо је компанију "Виренк дизајн", која се бави дизајнирањем и продајом накита. Од 2005. је повремени коментатор на Еуроспорту, а такође је вршио промоције енергетског пића и фармације.
11. августа 2006. Виренк је сломио нос приликом вожње у Мерибелу.

## Приватни живот
Виренк и његова жена Стефани, развели су се у децембру 2007. године, након 17 година у браку, имају двоје деце, Клару и Дарија.
Виренк је изјавио да се у доброј башти осећа као у рају.